# Wilhelm Sold
Josef Friedrich Wilhelm Sold (* 19. April 1911 in Saarbrücken; † 25. September 1995 ebenda) war ein deutscher Fußballspieler. Von 1935 bis 1942 absolvierte der zumeist als Mittelläufer im damaligen WM-System eingesetzte Abwehrspieler zwölf Länderspiele in der deutschen Fußballnationalmannschaft. Als Gastspieler des 1. FC Nürnberg gewann er den Pokal des Jahres 1939 und stand mit seinem Heimatverein FV Saarbrücken 1943 im Endspiel um die deutsche Fußballmeisterschaft.

## Laufbahn

### Vereine
Wilhelm Sold begann seine Karriere 1919 als Schüler in der Jugendabteilung beim FV Saarbrücken. Am 23. April 1933 gehörte Sold mit seinem Vereinskollegen Edmund Conen – mit dem FV Saarbrücken trugen die beiden Leistungsträger die Verbandsspiele im Bezirk Rhein/Saar, Gruppe Saar aus und konnten sich durch den fünften Rang nicht für die Gauliga ab der Runde 1933/34 qualifizieren – der Elf von Süddeutschland an, die im Bundespokal das Finalspiel in Mannheim mit einem 6:1-Sieg gegen Südostdeutschland gewann. In der Serie 1934/35 gelang mit der Ligamannschaft der Aufstieg in die Gauliga Südwest; nach der Saison 1938/39 erfolgte aber der Abstieg. Nach dem Abstieg wechselte Sold – er hatte im August 1935 in der Nationalmannschaft debütiert – für eine Saison zum 1. FC Nürnberg und konnte mit den Franken am 28. April 1940 den Tschammerpokal 1939 gewinnen. Mit Trainer Alv Riemke und Mitspielern wie Willi Billmann, Georg Köhl und Willi Kund setzte sich der „Club“ vor 60.000 Zuschauern im Berliner Olympiastadion gegen Waldhof Mannheim durch. Im Buch über den 1. FC Nürnberg wird als „auffälligste Erscheinung im ganzen Spiel der Nürnberger Mittelläufer „Bubi“ Sold notiert, der einen erstklassigen Stopper spielte“. Als bayerischer Gauligameister trat der „Club“ 1940 in den Spielen um die deutsche Meisterschaft an. Der Mann aus dem Saarland konnte für die Franken die zwei Gruppenspiele gegen SV Waldhof (0:0) und Stuttgarter Kickers (0:2) bestreiten. Danach schloss er sich durch die Kriegsumstände bedingt Tennis Borussia Berlin an und gewann mit den „Veilchen“ 1941 die Meisterschaft in der Gauliga Berlin-Brandenburg, scheiterte aber mit Mitspielern wie Hans Berndt und Fritz Wilde in der Endrunde um die deutsche Meisterschaft am Dresdner SC, welcher beide Gruppenspiele gegen den Berlin-Brandenburger Meister gewann. Er kehrte 1942 nach Saarbrücken zurück. In seiner Heimatstadt erreichte er 1943 die Meisterschaft in der Gauliga Westmark und nach Erfolgen in der Endrunde gegen den FV 93 Mülhausen (5:1), den Kölner SV Victoria (5:0), den VfR Mannheim (3:2) und im Halbfinale durch einen 2:1-Erfolg gegen den First Vienna FC 1894 mit deren Star Karl Decker und dem Hamburger „Gastspieler“ Rudolf Noack das Finale um die deutsche Meisterschaft. Nach Hardy Grüne stand der FVS für die Folgen des Krieges, denn mit Johannes Herberger, Herbert Binkert und Herbert Baier hatte man hochkarätige Gastspieler in seinen Reihen. Kopf der Mannschaft war allerdings Nationalspieler Wilhelm Sold. Die Saarländer verloren vor 80.000 Zuschauern im Berliner Olympiastadion mit 0:3 gegen den Dresdner SC. Verteidiger Decker hatte sich nach zehn Minuten eine schwere Verletzung zugezogen, und in Unterzahl hatte der FVS in der zweiten Halbzeit die DSC-Offensive mit Heiner Kugler, Heinrich Schaffer, Richard Hofmann, Helmut Schön und Franz Erdl nicht mehr in Schach halten können.
Als Kriegsgastspieler nahm der Abwehrchef mit Pommernmeister HSV Groß Born 1944 erneut an der Endrunde um die deutsche Fußballmeisterschaft teil und verlor mit der Militärelf an der Seite von Mitspielern wie Alexander Martinek, Kurt Hallex, Kurt Hinsch, Edmund Conen und Justus Eccarius erst im Halbfinale mit 2:3 gegen die Militärelf des Luftwaffen-Sportverein Hamburg.
Nach Ende des Zweiten Weltkriegs lief der Routinier als Mannschaftskapitän für den FVS-Nachfolger 1. FC Saarbrücken in der Oberliga Südwest, Gruppe Nord auf. In der ersten Runde 1945/46 gelang mit 31:5 Punkten der Meisterschaftsgewinn mit einem Punkt vor dem 1. FC Kaiserslautern und der Gewinn der französischen Zonenmeisterschaft gegen Rastatt. Im zweiten Jahr 1946/47 belegten Sold und Kollegen den dritten Rang, konnten aber bereits internationale Spiele gegen Stade Reims und Stade Français austragen. Im dritten Jahr 1947/48 reichte es hinter der Walter-Elf aus Kaiserslautern zur Vizemeisterschaft. Insgesamt werden „Bubi“ Sold von 1945 bis 1948 in der Oberliga Südwest 52/53 Ligaspiele mit elf Toren zugeschrieben. Sold war auch noch 1948/49 dabei, als sich die Blau-Schwarzen aus politischen Gründen in der zweiten französischen Liga der sportlichen Konkurrenz stellten.
Ein glücklicher Umstand half dem 1. FC Saarbrücken. Die AS Angoulême, ein Verein der professionellen Division 2 in Frankreich, war kurzfristig nicht in der Lage, eine Mannschaft für die Meisterschaftsrunde zu stellen. Die Saarbrücker stellten bei der FFF den Antrag, den freigewordenen Platz einnehmen zu dürfen. Diesem Antrag wurde stattgegeben mit der Einschränkung, dass Saarbrücken als Gast, also inoffiziell, teilnehmen konnte. Sold und seine Kameraden wurden zu einer „Reisemannschaft“. Kreuz und quer passierten sie die Fluren Frankreichs. 23.314 km Bahnfahrt brachten die Malstatter hinter sich. Nach 37 Saisonspielen hatte der von „Ossi“ Müller trainierte FC Sarrebruck 26 Spiele gewonnen, siebenmal unentschieden gespielt und vier Spiele verloren. Das Torverhältnis lautete 148:50 bei 59 Punkten. Bordeaux lag an zweiter Stelle mit 108:49 Toren und 54 Punkten. In der Tabelle wurde Sarrebruck aber nicht geführt, seine Spiele auch für die Gegner nicht mitgerechnet: offiziell spielte die D2 mit nur 19 Mannschaften, Meister Racing Lens und Bordeaux als Zweiter hatten je 53:19 Punkte und stiegen in die Division 1 auf.
Im Anschluss an das verletzungsbedingte Ende seiner aktiven Laufbahn widmete sich Sold – der Ex-Nationalspieler hatte mit den vier Vereinen 1. FC Nürnberg, Tennis Borussia Berlin, FV Saarbrücken und HSV Groß Born insgesamt 14 Endrundenspiele um die deutsche Meisterschaft absolviert und dabei vier Tore erzielt – vor allem dem gemeinsam mit seiner Frau betriebenen Sportgeschäft in der Saarbrücker Bahnhofstraße und hielt sich als erfolgreicher Sportkegler körperlich fit.

### Auswahlmannschaften
Sein Debüt in der deutschen Fußballnationalmannschaft gab Sold am 18. August 1935 beim 1:0-Erfolg in Luxemburg. Insgesamt bestritt Sold bis 1942 zwölf Länderspiele, davon sechs für den FV Saarbrücken und jeweils drei für den 1. FC Nürnberg und Tennis Borussia Berlin. Daneben gehörte er neben seinem Heimatverband Südwestdeutschland und anfänglich Süddeutschland, auch noch in seinen „Gastspielzeiten“ im Zweiten Weltkrieg den zwei weiteren Verbandsteams von Bayern und Brandenburg von 1933 bis 1942 im Wettbewerb um den Bundespokal an. Noch vor der Einführung der Gauligen gewann er mit Süddeutschland am 23. April 1933 in Mannheim das Finalspiel mit 6:1 gegen Südostdeutschland. Hans Jakob stand im Tor, Sigmund Haringer verteidigte und Sold war als Mittelläufer Chef der Abwehr der siegreichen Süddeutschlandelf. Im Angriff ragten die Torschützen Edmund Conen (zwei Tore), Oskar Rohr (drei Tore) und Josef Fath (ein Tor) aus der Erfolgself heraus.
Sein Debüt in der Nationalmannschaft feierte Sold unter Trainer Sepp Herberger bei einem Länderspiel der „Neulinge“ gegen den Testgegner aus dem Großherzogtum Luxemburg. Gleich neun Spieler kamen am 18. August 1935 zum Länderspieldebüt, darunter neben Sold die Spieler Franz Elbern, Rudolf Gellesch und Adolf Urban. Gleichzeitig spielte die A-Auswahl in München gegen Finnland und gewann mit 6:0. Reichstrainer Otto Nerz betreute dieses Team und Ludwig Goldbrunner hatte die Stopperrolle inne. Bei den Olympischen Spielen 1936 in Berlin gehörte der Saarländer dem DFB-Aufgebot an, kam aber nicht zum Einsatz. Unmittelbar vor und nach dem Spiel der Breslau-Elf am 16. Mai 1937 beim 8:0 über Dänemark war Sold in zwei Trainingsspielen der DFB-Auswahl im Mai gegen die englische Profimannschaft Manchester City auf dem Prüfstand. Die Läuferreihe mit Andreas Kupfer, „Lutte“ Goldbrunner und Albin Kitzinger bildete das Rückgrat dieser legendären Mannschaft. Neben der festen Größe Goldbrunner waren auch noch mit Hans Rohde, Walter Dzur und Johann Mock drei weitere herausragende Mittelläufer in dieser Zeitspanne Konkurrenten um die Mittelläuferrolle im Nationaldress. Sein zwölftes und letztes Länderspiel bestritt Sold am 20. September 1942 in Berlin bei einer 2:3-Heimniederlage gegen Schweden. Vor 90.000 Zuschauern im Olympiastadion bildete er mit Kupfer und Rohde gegen die schwedischen Offensivgrößen Gunnar Gren und Gunnar Nordahl die deutsche Läuferreihe.
Mit Südwestdeutschland war er im Reichsbundpokal 1935/36 im Halbfinale nach einem 2:1-Erfolg nach Verlängerung in Augsburg gegen die Vertretung von Bayern (Jakob, Haringer, Goldbrunner, Ernst Lehner, Franz Krumm, Wilhelm Simetsreiter) in das Endspiel eingezogen. Mit Rudolf Gramlich und Hugo Mantel hatte er in der Läuferreihe gespielt. Das Finale endete am 1. März 1936 in Frankfurt gegen die starke Elf aus Sachsen (Willibald Kreß, Walter Rose, Erwin Helmchen, Fritz Machate, Willi Munkelt, Willi Kund) nach Verlängerung 2:2. Im Wiederholungsspiel setzte sich Sachsen am 24. Mai in Leipzig mit 9:0 gegen den Südwesten durch, welches ohne den verhinderten Saarbrücker Stopper angetreten war. In das zweite Endspiel um den Reichsbundpokal der Verbandsmannschaften zog er 1937/38 ein. Am 27. Februar 1938 revanchierte sich die von Karl Hohmann betreute Südwestelf mit einem 3:2-Erfolg in Dresden im Halbfinale an der Auswahl von Sachsen und stand damit am 6. März im Finale in Erfurt gegen die Nordmark-Auswahl. Das norddeutsche Team um die Läuferreihe mit Hans Rohde, Erwin Reinhardt und Erwin Seeler setzte sich aber mit 3:1 durch und Sold hatte damit zum zweiten Mal ein Endspiel verloren. Sieben Tage nach seinem letzten Länderspiel, am 27. September 1942, verlor er mit Brandenburg als Akteur von Tennis Borussia Berlin das Halbfinal-Wiederholungsspiel gegen die Nordmark mit 1:4. Es war die letzte Ausspielung dieses Wettbewerbs.